# Robert Darnton

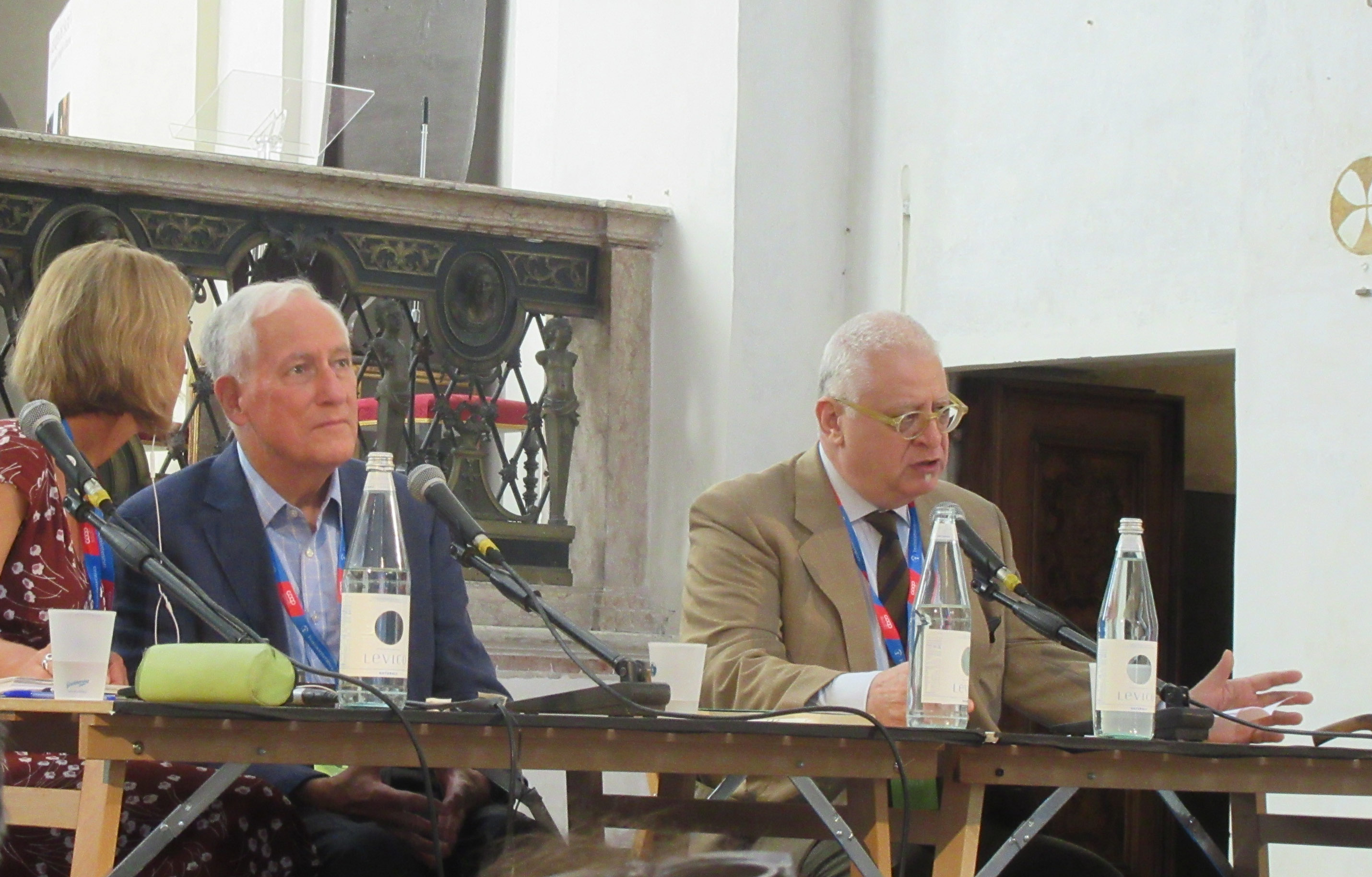
Prof. Darnton (vänster) med prof. Hans Tuzzi på Festivaletteratura av Mantua, 8 september 2018.

Robert Darnton, född 10 maj 1939, är en amerikansk historiker, specialiserad på franskt 1700-tal. 

## Karriären
Darnton tog examen vid Harvard University 1960, och blev fil.dr. i historia vid Oxford 1964. Mellan 1964 och 1965 var han journalist vid New York Times. 1999 var han ordförande för American Historical Association. 
1968 blev han anställd vid Princeton University, och blev professor i Europas historia. 2007 blev han blbliotekarie vid Harvard University Library. 

### Stora kattmassakern
Robert Darntons studie av en grupp hantverksarbetares massaker på grannskapets katter en dag i Paris under 1730-talet anses vara ett utmärkt exempel på kulturhistoria. Han söker betrakta händelsen som uttryck för arbetarnas missnöje med sin arbetsgivare och sina sociala förhållanden. Denna ingick enligt honom i ett kulturellt sammanhang och var alltså inte att betrakta som uttryck för primitivitet. Därigenom undgår han helt tendensen att vilja psykologisera gärningsmännen. Kattslakten var en arbetarprotest. 
Darnton menar att olika aparta händelser utgör ingångar till olika kulturella sammanhang i det förgångna. Han menar att beskrivningen därigenom leder till en tolkning av helheter som "utgår från förutsättningen att även individuella yttranden ryms inom ett allmänt idiom, att vi lär oss klassificera upplevelser och finna mening i tingen genom att tänka inom de ramar vår kultur tillhandahåller. Historikern bör därför kunna upptäcka tänkandets sociala dimension och lista ut urkundernas innebörd genom att relatera dem till den omgivande betydelsesfären. Han bör kunna gå ifrån text till kontext och tillbaka igen tills han har banat sig sin väg genom en främmande och andlig värld".

### Kritik
Man har kritiserat Darnton för att studera det udda. Problemet är alltså att man utifrån det individuella exemplet sluter sig till att det existerar en allmän ram.

## Skrifter
- Boken i rännstenen : bland författare, kolportörer och boktryckare i upplysningstidens undre värld, övers.: Ulf Gyllenhak (Ordfront, 1984) ISBN 91-7324-206-3
- Pornografi och revolution : förbjudna bästsäljare i det förrevolutionära Frankrike (Ordfront, 1996) ISBN 91-7324-501-1